# Icchak Rochczyn

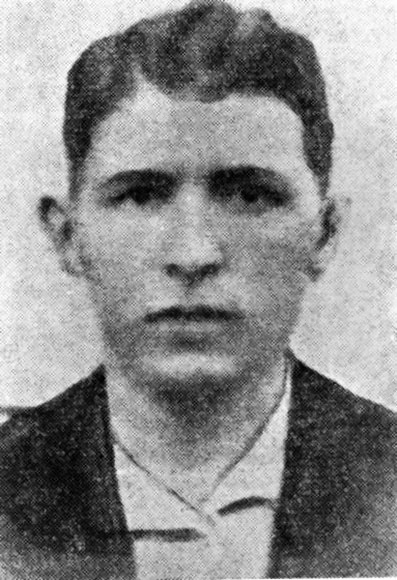
Icchak Rochczyn

Icchak Rochczyn (heb.יצחק רוחצ`ין) (ur. 1 stycznia 1915 w Łachwie (wówczas teren zaboru rosyjskiego), zm. 3 września 1942 tamże) – żydowski działacz syjonistyczno-rewizjonistycznej organizacji Betar. Dowódca powstania w getcie w Łachwie.
W kwietniu 1942 trafił do założonego przez władze niemieckie na terenie Łachwy getta. Tam wraz z lokalną młodzieżą utworzył podziemną organizację bojową, która przy wsparciu Judenratu rozpoczęła przygotowania do zbrojnego powstania przeciwko okupantowi. 3 września, w obliczu działań podjętych w celu likwidacji getta, stanął na czele walk z wojskami niemieckimi oraz białoruską policją. Zginął tego samego dnia podczas próby ucieczki przez rzekę Śmierć.